# Claude Marin Henri de Montchenu
Claude Marin Henri de Montchenu (1757-1831), baron de Thodure, dit le marquis de Montchenu est un officier français de l'ancien régime nommé commissaire français à Sainte-Hélène de 1816 à 1821, durant la captivité de Napoléon Bonaparte.

## Origine
Issu d'une famille d'ancienne chevalerie du Dauphiné, il est le fils ainé de Joseph de Montchenu, baron de Thodure, chevalier de Saint-Louis (1705-1769) et de Henriette Dominique de Murat de Lestang (1735-1790). Il naquit le 7 mai 1757 à Thodure (Isère). Il est le frère ainé de Victor François de Montchenu. Il entre aux chevau-légers de la garde du Roi le 8 mars 1772, sous-lieutenant au général-dragons le 31 juillet 1775, capitaine le 3 juin 1779, mestre de camp en second au colonel-dragons du 11 novembre 1782 au 2 novembre 1783, colonel dans ce régiment le 17 mars 1788, réformé en 1788, resté attaché à la formation du 1er mai 1788, émigré en 1791, premier aide-maréchal des logis de cavalerie de l'armée de Bourbon en 1792, quitte  le service le 31 décembre 1792, suit le roi à Gand en mars 1815, maréchal de camp (général de brigade) le 22 novembre 1815, maintenu sur le tableau des officiers généraux en activité le 10 février 1816. Sur le registre du 5ème dragons, ci-devant colonel-dragons, de 1788 à 1793, fol. 3, il est noté en 1785 : « A de l'exactitude et du zèle. »
Peu avant son émigration, il s'était marié le 22 mars 1789 avec Catherine Louise de Maupeou 1768-1824. Son épouse, restée en France dans son hôtel parisien du 35-37, rue du faubourg Saint-Honoré, et alors que les biens de Thodure avaient été confisqués le 6 février 1794, réussit à lui envoyer quelques subsides. Le 2 avril 1802, elle obtint la radiation de son mari de la liste des émigrés. Montchenu se fixa alors à Lyon sans attirer d'attention particulière durant le Premier Empire. Lors de la Première Restauration il se présenta au Congrès de Vienne, sans aucune raison apparente et s'insinua auprès de Talleyrand. 

## Commissaire de France à Sainte-Hélène
Le 22 septembre 1815, du château des Tuileries, Louis XVIII nomme Montchenu son commissaire à l'Ile de Sainte-Hélène pour surveiller la détention de Buonaparte, et signe son ordre de mission le 5 décembre 1815. Pour sa mission de commissaire, Montchenu reçut des instructions précises du Duc de Richelieu : s'assurer de la présence de Napoléon sur l'île ;  rapporter tout ce qu'il pouvait entendre ou savoir sur l'île, mais n'entretenir aucune relation avec les exilés de Longwood et surtout, ne se mêler en rien des décisions prises par le Gouverneur anglais de l'île chargé de la captivité de l'Empereur. Les autres commissaires reçurent les mêmes consignes. Il quitta la France le dimanche 10 mars 1816 et accosta à Sainte-Hélène le 17 juin 1816.
À Sainte-Hélène et alors qu'il sortait avec l'Empereur, Emmanuel de Las Cases notait dans son Mémorial, le 17 juin 1816: « Il a demandé la calèche pour faire un tour avant déjeuner. Au moment de monter, on est venu nous dire que le Newcastle et une autre frégate, l'Oronte étaient devant le port . . . Les commissaires des puissances étaient à bord ». O'Meara, médecin de l'Empereur à Sainte-Hélène, lui rapporta l'arrivée de Montchenu : « Comme je faisais partie d'un groupe d'officiers, sur la terrasse qui fait face à la maison de l'amiral, il s'approcha de moi, et me dit en français : "Pour l'amour de Dieu, faites moi savoir si quelqu'un de vous parle français, car je ne sais pas un mot d'anglais. Je suis venu finir mes jours au milieu de ces rochers, dit-il en montrant Ladder Hill, et je ne connais pas la langue". Napoléon rit beaucoup, et répéta plusieurs fois, bavard, imbécile. »
Le 18 juillet 1816, lors d'une longue entrevue, le Gouverneur aborda la question des commissaires. L'empereur lui fit comprendre qu'il les recevrait volontiers en tant que particuliers, sous entendant non en tant que commissaires. Même Montchenu qui, disait-il, avait été « son sujet dix ans », que c'était lui qui l'avait « rendu à sa patrie et probablement fait retrouver une partie de ses biens ».
L'histoire est bien connue : Napoléon avait pratiqué un trou dans la lame d'un volet pour y placer sa lorgnette et observer sans être vu. C'est ainsi que Marchand raconte la première approche, timide, hésitante et infructueuse de Monchenu et des commissaires : « La première fois qu'ils vinrent à Longwood, ils s'approchèrent jusqu'à la porte du fossé d'enceinte … Ils ne cherchèrent pas à entrer plus avant. L'Empereur … me demanda sa longue vue et, par un trou pratiqué dans la lame de la persienne, les vit parfaitement ».
Ils ne virent jamais Napoléon. Seul Montchenu, dernier des commissaires à être resté, vit la dépouille le 6 mai 1821 lendemain de sa mort. Marchand raconte la scène : « Cette visite avait pour but de constater par lui-même …. Le Marquis de Montchenu fit d'abord un signe de la tête, puis ensuite dit : Oui, je le reconnais ». En réalité, et d'après sa dépêche n° 42 adressée au Duc de Richelieu au sujet de l'Empereur, Montchenu note : « Je l'ai vu de mes deux yeux [le 5 mai]. Je l'ai revu le 6, et ses traits n'étaient point changés [...]. Un médecin arrive chez moi dans le moment pour me dire qu'il est mort d'un cancer dans l'estomac qui est percé à jour ; il avait en outre le pylore entièrement obstrué ». Le mercredi 9 mai 1821, Montchenu assista aux funérailles de Napoléon, avant de quitter Sainte-Hélène le 27 mai 1821.
A Jamestown subsistent de cette époque, dans Main Street, trois maisons identiques qui appartenaient au gouvernement anglais. D'après les historiens Thierry Lentz et Jacques Macé, Montchenu loua celle du milieu, aujourd'hui l'hôtel Mantis St Helena qui perpétue son souvenir.

## Caractère
Il ne fut pas vraiment très apprécié des mémorialistes de Sainte-Hélène, a part du général Gaspard Gourgaud qui l'avait en estime.
Napoléon, qui l'avait connu dans sa jeunesse à Valence, dit de lui: « Quel bavard ! Quel imbécile ! Quelle folie d’envoyer ici des commissaires sans charges et sans responsabilités. Je connais ce Montchenu. C’est un vieux con, un bavard, un général de carrosse qui n’a pas senti la poudre. Je ne le verrai pas ».
Le Comte de Balmain fit beaucoup rire sa cour en rapportant le trait et rajouta « Ce qu'il y a de fâcheux, c'est que le portrait est ressemblant ». Plus tard Napoléon rajoutera : « C'est un de ces hommes qui peuvent accréditer dans le monde l'ancien préjugé que les Français ne sont que des saltimbanques ».
Talleyrand, qui l'avait pourtant choisi, dira: « C'est un bavard, ignorant et pédant, l'homme le plus ennuyeux du monde ». O'Meara, médecin de l'Empereur à Sainte-Hélène, sera catégorique : « Le marquis est bien bouffon pour un ambassadeur ». 
Barthélemi de Stürmer, commissaire autrichien sur l'île de Sainte-Hélène, l'a beaucoup blâmé; il écrivait même à Metternich : « Son uniforme de général, dont il se plait à faire parade dans toutes les occasions, n'est qu'une arme de plus qu'il donne à la critique, car tout le monde sait qu'il n'a jamais entendu tirer un coup de fusil ».
Dans un même temps, aveuglé par sa propre vanité, Montchenu écrivait à un ami « le grade de général me donne ici une grande considération auprès de la garnison, l'on me rend les honneurs partout et tout cela me donne beaucoup de facilité d'autant que plusieurs parlent français. Tu n'as jamais eu une meilleure idée que de me conseiller de prendre le titre de marquis qu'ils comparent à celui d'Angleterre aussi personne n'oserait m'appeler général pas même le gouverneur n'y l'amiral, c'est toujours monsieur le Marquis  ».
Jusqu'à M. (de) Gors, son propre secrétaire sur l'île, qui dit de son maître : « Il a beaucoup jasé, beaucoup blâmé ce qu'il ne faisait pas, et jamais agi quand il était temps ».
Dans les notes des "Mémoires de Marchand" publiées par Jean Bourguignon et Henry Lachouque il est dit que Montchenu avait un fort appétit et acceptait toutes les invitations au point que les Hélénois l'appelleront « Montez-chez-nous ».
Galant homme, il s'avisa de conter fleurette à Lady Lowe, l'épouse du Gouverneur, qui montrait, non sans malice, une lettre brûlante de 8 pages signée par l'amoureux commissaire. Bertrand le défendra disant qu'il ne s'agissait que d'une lettre d'excuses où le Marquis se mettait "aux pieds" de Lady Lowe et que d'ailleurs les étrangers ne comprenaient rien à la galanterie française.
L'historien Auguste Jal, qui le côtoya assez souvent à Lyon à la table de son père, raconte :« M. de Montchenu, que je vis de 1809 à 1811, dont les dehors étaient aimables, avait une cinquantaine d'années une taille moyenne, avec un embonpoint assez prononcé, une figure douce, le visage coloré, la parole facile, polie et insinuante. »
Les différents rapports qu'il envoya au Duc de Richelieu nous le montrent, peut être, plus préoccupé par le montant de ses traitements que par sa mission, mais il sut habilement tirer partie d'une situation délicate, ne trompa pas la confiance du Duc et, somme toute, remplit sa mission en rapportant fidèlement ce qui se passait sur l'île.
Il décède le 18 août 1831 à Dieppe. Il était chevalier de Saint-Louis depuis le 7 mai 1790, et chevalier de la Légion d'honneur le 26 mai 1825.